# Stella, Savona
The Comune di Stella (tiếng Liguria: Stéia) là một đô thị tại tỉnh Savona ở vùng Liguria của Ý. Dân số đô thị này là 3.080 (ước tính năm 2007) và diện tích là 43,26 km². Các đô thị giáp ranh: Albisola Superiore, Celle Ligure, Pontinvrea, Sassello và Varazze.
Đô thị này được chia thành 5 đơn vị cấp dưới (frazioni).